# Der Frauenarzt von Bischofsbrück
Der Frauenarzt von Bischofsbrück ist eine deutsche Kurzhörspielserie, die vom Süddeutschen Rundfunk (SDR) produziert wurde. Die Fortsetzungsreihe aus 693 Folgen von satirisch angelegten Stücken wurde 1982 bis 1984 täglich auf SDR 3 ausgestrahlt und von anderen ARD-Sendern übernommen.

## Inhalt
Frauenarzt Dr. Julius Borg, aus ärmlichen Verhältnissen stammend, hat nie seinen Vater kennengelernt. Das Medizinstudium hat ihm seine Mutter mit bitter Erspartem finanziert und die Identität des Vaters ihm stets verborgen. Dennoch hatte Borg das Gefühl, dass irgendjemand darüber hinaus ihn über all diese Jahre beschützt hat. Nachdem er sich aber durch eine Weigerung bestimmte Versuche durchzuführen gegen die Pharmaindustrie gestellt hat, beginnt für den jungen Arzt eine aufreibende Odyssee, die ihn nach Indien in den Ashram des Bhagwan Haschi Brabesch, nach Rom in die Fänge der italienischen Mafia, zur Fußball-WM nach Spanien und in ein Wehrsportgruppenlager von Rechtsextremisten führt. Doch schon zu Beginn dieser Ereignisse ist dem Hörer klar, „dass am Ende dieses Weges (…) die Liebe einer schönen Gräfin und ein erfülltes Leben in einem alten Försterhaus“ auf Dr. Borg warten.

## Sonstiges
Die Autoren der Serie, die auf der einen Seite das Genre des Trivialromans parodierte und auf der anderen Seite aktuelle Vorgänge in Gesellschaft und Politik satirisch kommentierte, waren Alfred Marquart und Herbert Borlinghaus. Nach der aus 693 Folgen umfassenden Reihe, für die Gert Westphal als Erzähler zur Verfügung stand, erschienen mehrere Bücher und eine fünfteilige Schallplattenreihe sowie 7 Doppel-CDs. Die Einleitungs- und Schlussmusik stammt von Hans-Jürgen Schmid und trägt den Titel Erinnerung. Gesendet wurden die Folgen täglich um 10:15 Uhr und 17:45 Uhr. In Mannheim soll durch das gleichzeitige Einschalten zahlreicher Radioempfänger zur Sendung das örtliche Stromnetz bis an die Grenze seiner Belastbarkeit gekommen sein. Die Parteijugendverbände Jungdemokraten und Junge Union griffen die Handlung der Hörspielserie auf und forderten in Presseerklärungen die Freilassung Julius Borgs, als dieser im Verlauf der Serie in Gefangenschaft geraten war.
Ab dem 15. September 2010 wurde die Serie in SWR4 Baden-Württemberg wiederholt.
Die Hörspielreihe erschien Mitte der 1980er Jahre als Taschenbuchreihe (insgesamt sieben Taschenbücher).

## Die wichtigsten Rollen und ihre Sprecher
- Erzähler: Gert Westphal
- Ansagerin (Anfang und Ende jeder Folge): Roswitha Roszak
- Dr. Julius Borg: Klaus Barner
- Diana Gräfin von Retzlow: Christine Davis
- Annerose: Heidi Vogel
- Dr. h. c. Gerd-Rüdiger Peschke, Aufsichtsratsvorsitzender der Sachse AG: Charles Wirths
- Marilyn Peschke, seine Frau:
- Ministerpräsident: Heinz Roos
- Luigi Tortelloni: Flavio Magrini
- Anna Tortelloni: Donata Höffer
- Mutter Maria von den Heiligen Wassern: Melanie de Graf
- Salvatore Calamari: Fred C. Siebeck
- Thomas Klötzer: Hans Helmut Dickow
- Dr. Fehler, Journalist: Ernst-August Schepmann
- Hotta Hegel, Journalist: Manfred Georg Herrmann
- Till Mantel, Journalist: Hans-Dieter Reichert
- Alio und Olio, Mafia-Killer mit Klaviersaiten, genannt „I Solisti Romani“: Ludwig Thiesen, N. N.

## CD
Die Hörspielreihe wird seit 2010 auf bisher 7 Doppel-CDs veröffentlicht:
- Der Frauenarzt von Bischofsbrück – Folge 1. Ganser & Hanke Musikmarketing GmbH, Hamburg, Doppel-CD, UPCA 603877052921 VÖ 28. Mai 2010
- Der Frauenarzt von Bischofsbrück – Folge 2. Ganser & Hanke Musikmarketing GmbH, Hamburg, Doppel-CD, UPCA 603877089323 VÖ 21. Januar 2011
- Der Frauenarzt von Bischofsbrück – Folge 3. Ganser & Hanke Musikmarketing GmbH, Hamburg, Doppel-CD, UPCA 603877089927 VÖ 15. April 2011
- Der Frauenarzt von Bischofsbrück – Folge 4. Ganser & Hanke Musikmarketing GmbH, Hamburg, Doppel-CD, UPCA 603877090725 VÖ 3. Juni 2011
- Der Frauenarzt von Bischofsbrück – Folge 5. Ganser & Hanke Musikmarketing GmbH, Hamburg, Doppel-CD, UPCA 603877095126 VÖ 9. September 2011
- Der Frauenarzt von Bischofsbrück – Folge 6. Ganser & Hanke Musikmarketing GmbH, Hamburg, Doppel-CD, UPCA 603877100424 VÖ 17. Februar 2012
- Der Frauenarzt von Bischofsbrück – Folge 7. Ganser & Hanke Musikmarketing GmbH, Hamburg, Doppel-CD, UPCA 603877102527 VÖ 16. August 2013

Auch die eingängige Titelmusik von Hans Jürgen Schmid ist unter dem Titel „Schmetterlinge“ auf CD erschienen.